# Epic : La Bataille du royaume secret
Pour les articles homonymes, voir Epic.
Pour plus de détails, voir Fiche technique et Distribution.
Epic : La Bataille du royaume secret ou Épique au Québec (Epic) est un film d'animation américain réalisé par Chris Wedge et sorti en 2013.
Il est basé sur le livre pour enfant The Leaf Men and the Brave Good Bugs écrit par William Joyce et raconte l'histoire d'une adolescente qui se retrouve dans un royaume secret où elle aide des personnages amusants et fantaisistes à sauver leur monde, ce qui permet de sauver la forêt.

## Synopsis
Après le décès de sa mère, Mary Katherine, 17 ans, emménage avec son père scientifique excentrique, le professeur Bomba, qui a passé sa vie à chercher de minuscules soldats humanoïdes qui avance plus vite en temps normal appelés les hommes-feuille à Sherman. Mais la détermination de Bomba à trouver des preuves de ses théories irrite sa fille car elle croit que c'est absurde, comme sa mère l'a fait, mais Bomba lui assure qu'il trouvera des preuves. Pendant ce temps, la forêt dissimule un royaume dont la reine des fées, Tara, doit désigner un bourgeon qui lui succédera.
Alors qu'un jeune homme-feuille indépendant nommé Nod décide de démissionner, au grand déplaisir du capitaine de la garde, Ronin, qui a promis au défunt père de Nod qu'il prendrait soin de son fils. Tandis que les ennemis des hommes-feuilles appelées les Boggans et de leur chef malveillant Mandrake, prévoient de saboter la cérémonie pour pourrir la forêt.
La reine Tara se fait escorter par les gardes royaux à bord d’une barge volante pour se rendre au champ des bourgeons où vit une limace décontractée nommée Mub et un aspirant escargot nommé Grub. Après que la reine ait choisi son bourgeon, les Boggans attaquent. Tara fuit la bataille avec le bourgeon, et bien que les gardes du corps volants fassent de leur mieux pour la protéger, ils sont bientôt submergés par le grand nombre de Boggans. Incapable d'atteindre la barge et la sécurité des Gardes, alors qu'il est poursuivi, Ronin arrive pour elle et la paire s'envole sur sa monture de colibris. Ils sont ensuite attaqués par Mandrake et son fils Dagda. Dagda est tué par Ronin, mais pas avant qu'il n'ait tiré sur Tara.
Pendant ce temps, Mary Kate décide de partir après avoir vu l’obsession de son père. Avant de pouvoir partir, le chien de Bomba, Ozzy, court dans les bois. En cherchant Ozzy, Mary Kate voit Tara tomber. Mourante, Tara lui donne le bourgeon et utilise sa magie pour la rétrécir. Elle dit à Mary Kate d'emmener le Bourgeon à Nim Galuu, un sorcier à vers incandescence, avant de mourir, et Mary Kate rejoint Ronin et les hommes-feuille, ainsi que Mub et Grub. Ronin découvre que Nod est entré dans une course contre d'autres créatures et insectes sur les oiseaux. Nod revient sur un accord avec un gangster crapaud de courte humeur nommé Bufford pour lancer la course. Avant que Bufford et ses deux sbires ne puissent nourrir Nod à un serpent, Ronin intervient et leur ordonne de partir. Un Nod réticent se joint à lui, Mary Kate, Mub et Grub après avoir entendu parler de la mort de la reine Tara, que Bufford entend.
Ronin, Nod, Mary Kate, Mub et Grub finissent par arriver chez Nim Galuu. Il les conduit ensuite à la bibliothèque et les informe que le bourgeon doit fleurir à la lumière de la lune cette nuit-là, Mary Kate découvre le bref message de Tara avant de la rétrécir, et un message qui la ramènera à sa taille normale. Lorsque Ronin part, Nod emmène Mary Kate sur un tour de cerf et ils commencent à tomber amoureux l'un de l'autre. Pendant ce temps, Mandrake, en deuil de la mort de son fils, demande aux Boggans de lui apporter Bufford, en découvrant l'emplacement du bourgeon. Mandrake se rend chez Nim Galuu pour la voler, qui, si elle fleurit dans l'obscurité, naira un prince sombre qui aidera Mandrake à détruire la forêt. Il prend le bourgeon et kidnappe Mub et Grub. Ronin gronde Nod pour ne pas avoir protéger le bourgeon. Pour entrer dans le territoire de Boggan à découvert, Mary Kate, Nod et Ronin se rendent à la maison de Bomba pour obtenir des déguisements, où Mary Kate apprend que les hommes-feuille ont délibérément conduit Bomba hors de leur piste. Bomba voit qu'il a des visiteurs et capture Mary Kate, s'évanouir quand il la voit. Mary Kate marque l'emplacement de Moonhaven sur une carte que Bomba a faite de la forêt avant de rejoindre Nod et Ronin.
Lorsqu'ils atteignent la terre de Boggan, Ronin distrait les Boggans tandis que Mary Kate et Nod sauvent Mub, Grub et le bourgeons. Mandrake les découvre et ordonne aux Boggans de les arrêter. Mary Kate, Nod, Mub et Grub s'échappent vivants, mais Ronin se sacrifie pour assurer leur évasion. Avant que la pleine lune ne puisse faire germer la gousse à Moonhaven, les chauves-souris de Mandrake bloquent la lumière, ce qui fait que la gousse commence à germer dans l'obscurité. Les Leafmen ont entrepris de combattre les Boggans ; Mary Kate essaie d'obtenir de l'aide de son père en visitant ses différentes caméras qu'il avait installées dans la forêt. Cependant, après avoir repris conscience, Bomba croit qu'il n'a pas vraiment vu Mary Kate et qu'il a été fou toutes ces années, et éteint toutes ses caméras. Il change d'avis lorsqu'il voit la broche rouge que Mary Kate avait mise sur sa carte.
Bomba est ravi de voir qu'il a eu raison et suit Mary Kate à Moonhaven. Mary Kate utilise l'iPad de Bomba pour faire des sons de chauves-souris, attirant les chauves-souris de Mandrake. Pendant ce temps, Mub et Nim Galuu tentent d'empêcher Mandrake d'atteindre le bourgeon, mais n'y ont pas réussi. Juste à ce moment-là, Ronin apparaît, portant des cicatrices et des hématomes par les Boggans. Mandrake parvient à le surpasser, mais est défendu par Nod, qui se rend enfin compte de l'importance du travail d'équipe. Avant que Mandrake ne puisse obtenir sa victoire, le bourgeon fleurit au clair de lune, alors que Mandrake tombe dans la burlesque d'un arbre pourrit.
L'héritier choisi est l'enfant fleur qui rêver dans n’être. Grub devient un soldat des hommes-feuilles, Nod et Ronin se réconcilient, et Nod et Mary Kate s'embrassent avant que Mary Kate ne revienne à sa taille d'origine grâce au pouvoir de la nouvelle reine. Après avoir retrouvé Bomba et être devenu son assistant, la famille humaine reste en contact régulier avec ses petits amis alors qu'ils poursuivent la recherche sur leur monde.

## Fiche technique
- Titre original : Epic
- Titre français : Epic : La Bataille du royaume secret
- Titre québécois : Épique
- Réalisation : Chris Wedge
- Scénario : Tom Astle, Daniel Shere, Matt Ember, James V. Hart et William Joyce d’après une histoire originale de Chris Wedge, William Joyce et de James V. Hart basée sur le livre pour enfants éponyme de William Joyce
- Montage : Andy Keir et Tim Nordquist
- Musique : Danny Elfman
- Production : Jerry Davis, Lori Forte, James V. Hart et William Joyce
- Sociétés de production : 20th Century Fox Animation, Blue Sky Studios
- Société de distribution : 20th Century Fox
- Pays d’origine :  États-Unis
- Langue originale : anglais
- Durée : 102 minutes
- Budget : 100,000,000 $ (US)[1]
- Box Office : 268,426,634 $ (US) [1]
- Dates de sortie : 
  - France : 5 juin 2013
  - États-Unis, Canada : 7 juin 2013
  - Belgique : 19 juin 2013

## Distribution

### Voix originales
- Amanda Seyfried : Mary Katherine
- Josh Hutcherson : Nod
- Colin Farrell : Ronin
- Beyoncé Knowles : Reine Tara
- Christoph Waltz : Mandrake
- Aziz Ansari : Mub
- Chris O'Dowd : Grub
- Pitbull : Bufo
- Jason Sudeikis : Bomba
- Steven Tyler : Nim Galuu
- Blake Anderson : Dagda
- Judah Friedlander : Larry
- Emma Kenney : Voice

### Voix françaises
- Mélanie Laurent : Mary Katherine
- Jérémie Renier : Nod
- Garou : Nim Galuu
- Boris Rehlinger : Ronin
- Thierry Kazazian : Bomba, le père de Mary Katherine
- Dominique Collignon-Maurin : Mandrake
- Guillaume Lebon : Mub
- Xavier Fagnon : Grub
- Ingrid Donnadieu : Reine Tara
- Asto Montcho : Bufford
- Christophe Lemoine : Dagda
- Pierre Laurent : le chauffeur de taxi

Source et légende : CinéCoulisses, AlloDoublage

### Voix québécoises
- Stéfanie Dolan : Mary Katherine
- Xavier Dolan : Nod
- Martin Watier : Ronin
- Geneviève Désilets : la reine Tara
- Denis Gravereaux : Mandrake
- Sébastien Reding : Mub
- Alexis Lefebvre : Grub
- Tristan Harvey : Bomba
- Garou : Nim Galuu

Source et légende : version québécoise (VQ) sur Doublage.qc.ca

## Accueil

### Accueil critique
Sur l'agrégateur américain Rotten Tomatoes, le film récolte 64 % d'opinions favorables pour 126 critiques. Sur Metacritic, il obtient une note moyenne de 52⁄100 pour 30 critiques.
En France, le site Allociné propose une note moyenne de 3,5⁄5 à partir de l'interprétation de critiques provenant de 12 titres de presse.

### Box-office
| Pays ou région | Box-office        | Date d'arrêt du box-office | Nombre de semaines |
| -------------- | ----------------- | -------------------------- | ------------------ |
| États-Unis     | 107 518 682 $,    | 19 septembre 2013          | 17                 |
| France         | 1 211 919 entrées | 6 août 2014                | 11                 |
| Monde          | 268 426 634 $     | 22 décembre 2013           | -                  |

## Distinctions

### Récompenses
- Prix de l'adaptation en doublage 2013-2014 (catégorie « film d’animation ») attribué à Agnès Dusautoir, pour l’adaptation française[10].
- Motion Picture Sound Editors Awards 2014 : meilleur montage son d'un film d'animation

### Nominations et sélections
- Festival international du film de Seattle 2013 : sélection « Films4Families Competition »
- Satellite Awards 2014 : meilleur film d'animation